# ليوناردو لينس دي أوليفيرا
ليوناردو لينس دي أوليفيرا هو لاعب كرة قدم برازيلي في مركز الدفاع، ولد في 28 مايو 1980 في جواو بيسوا في البرازيل. لعب مع أتلتيكو مينيرو ونادي سبورت ريسيفه ونادي كروزيرو ونادي كريسيوما.